# Спецес
Спецес или Спетсес је једно од Саронских острва у Егејском мору у средишњој Грчкој. Спецес са неколико суседних острваца и хриди чини засебну општину у оквиру округа Острва Периферије Атика. Седиште општине и највеће насеље на острву је истоимени градић Спецес на североисточној страни острва.

## Природни услови
Спецес је смештен у југозападно од Атине (око 80 km ваздушно). Иако је једно од Саронских острва, Спецес није у Саронском заливу, већ нешто јужније, близу Арголиског залива. Пелопонез је најближе копно на око 5 километара. Острво је слабо разуђене обале са неколико малих залива са скривеним плажама. Спецес је брдовито острво.
Клима на Спецесу је средоземна. И зеленило је особено за ову климу.

## Историја
Спецес је веома рано насељен, већ у доба ране праисторије. У доба Микенске цивилизације Спецес је био „живо“ острво за овај део Грчке. У доба старе Грчке захваљујући добром положају Спецес је био „учесник“ свих важних догађаја. У време ране Визнатије чести напади гусара довели су новог назадовања острва. После освајања Цариграда од стране Крсташа 1204. г. Спецес је био под влашћу Запада све до 16. века. Тада острво освајају Турци и под њима остаје вековима уз кратку власт Млечана крајем 17. века.
Нови процват Спецеса дешава се образовањем савремене Грчке 1830. г. и после 10годишњег ратовања са Турцима, када су становници Спецеса били веома укључени у Грчки устанак. Проглашавањем оближње Атине за нову престоницу Спецес се почиње развијати, али то ипак није спречило исељавање многобројног становништва са острва. После Другог светског рата развојем и пренасељавањем не тако далеке Атине острво постаје место викенд туризма Атињана, што је дало нови подстрек за развој.

## Становништво
По последњем попису из 2001. г. на острву живи близу 4.000 становника. Готово целокупно становништво су Грци. Спецес са више од 140 ст./км² спада у густо насељена острва и Грчкој. Последњих пописа кретање становништва у општини и граду Спецес (која обухвата и па рмалих околних острва) било је:
- 1981. г. град - 3.729 ст., општина -
- 1991. г. град - 3.509 ст., општина - 3.609 становника.
- 2001. г. град - 3.846 ст., општина - 3.916 становника.

Готово сви становници општине (преко 90%) живе у граду Спецесу. Град Спецес је добро очуван градић са лепим старим језгром.

## Привреда
Пољопривреда и поморство су традиционална занимања острвског становништва Спецеса, поготово узгајање винове лозе и маслине. Данас је она у сенци викенд туризма. У прилог туризму иде и добра саобраћајна повезаност острва са оближњом Атином. Острво је најчешће одредиште Атињана у слободно време, па је препуно таверни, пансиона, дискотека и других садржаја намењених слободном времену. Предност острва је и забрана великих моторних возила (изузев јавног превоза), што је ускладу са уским улицама насеља и раздаљинама које се могу препешачити.